# Tempio di Demetra e Kore
Il tempio di Demetra e Kore è un sito archeologico situato in località Bagoi, nella frazione di Terraseo del comune di Narcao, nella provincia del Sulcis Iglesiente.

## Descrizione

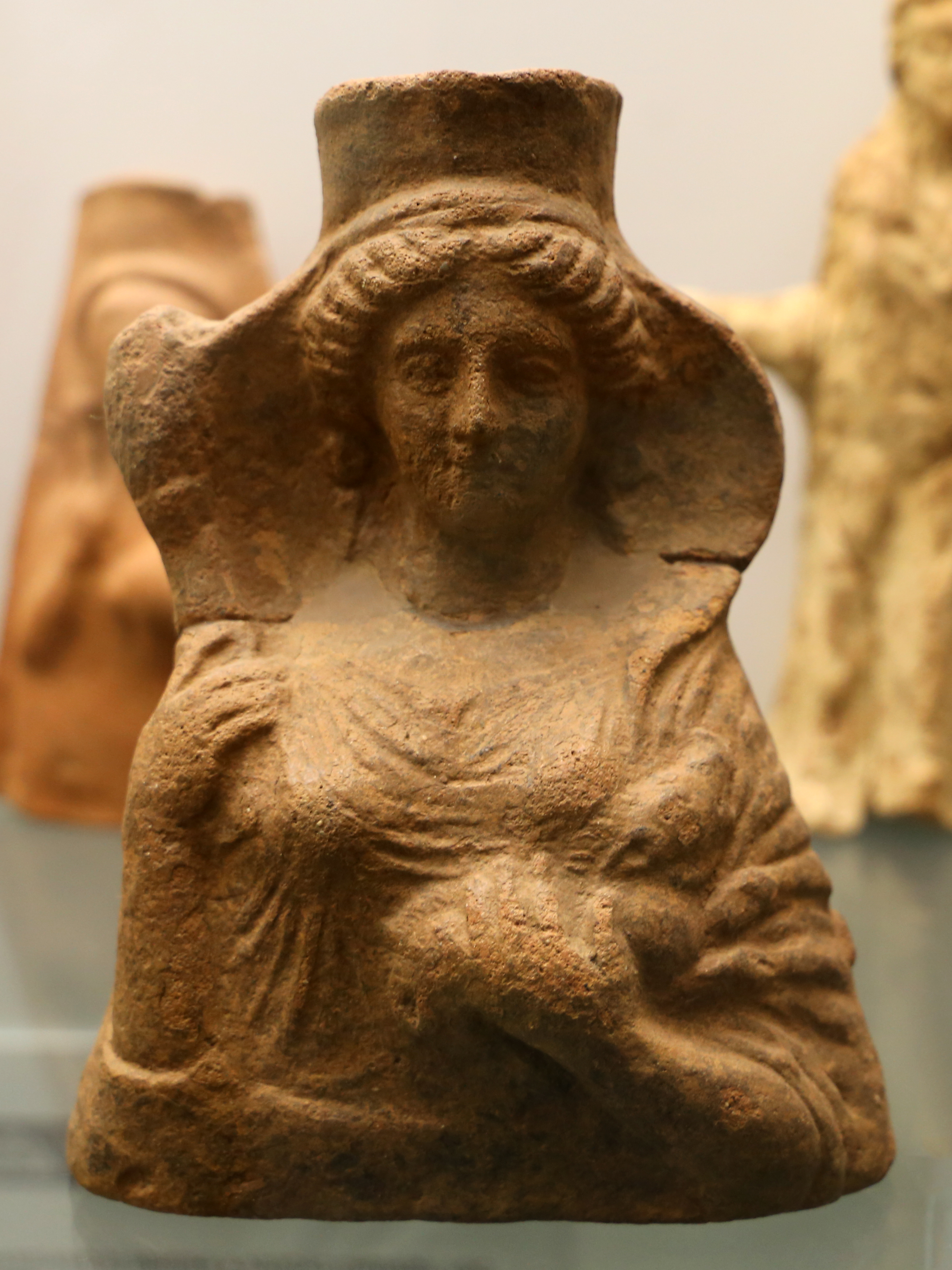
Statuetta votiva (Museo archeologico Villa Sulcis)

Si tratta dei resti di un antico tempio campestre di epoca tardo punica e romana dedicato ad una divinità protettrice dei raccolti: Demetra. Venne scoperto casualmente nel 1971 durante dei lavori di aratura. Iniziarono dunque gli scavi che rivelarono l'importante scoperta archeologica
Il tempio appare costituito da un edificio a pianta rettangolare; un secondo ambiente, adiacente al lato nord-ovest, conteneva molti ex voto, tanto da far pensare ad una specie di deposito.
Un terzo ambiente doveva probabilmente essere l'abitazione del sacerdote della dea. Frontalmente al tempio erano allineati cinque altari di dimensioni uguali più un sesto, più piccolo, presso i quali furono ritrovati abbondanti quantità di cenere, piccoli frammenti ossei e denti di animale compatibili con i sacrifici animali tipici dei riti dell'epoca.

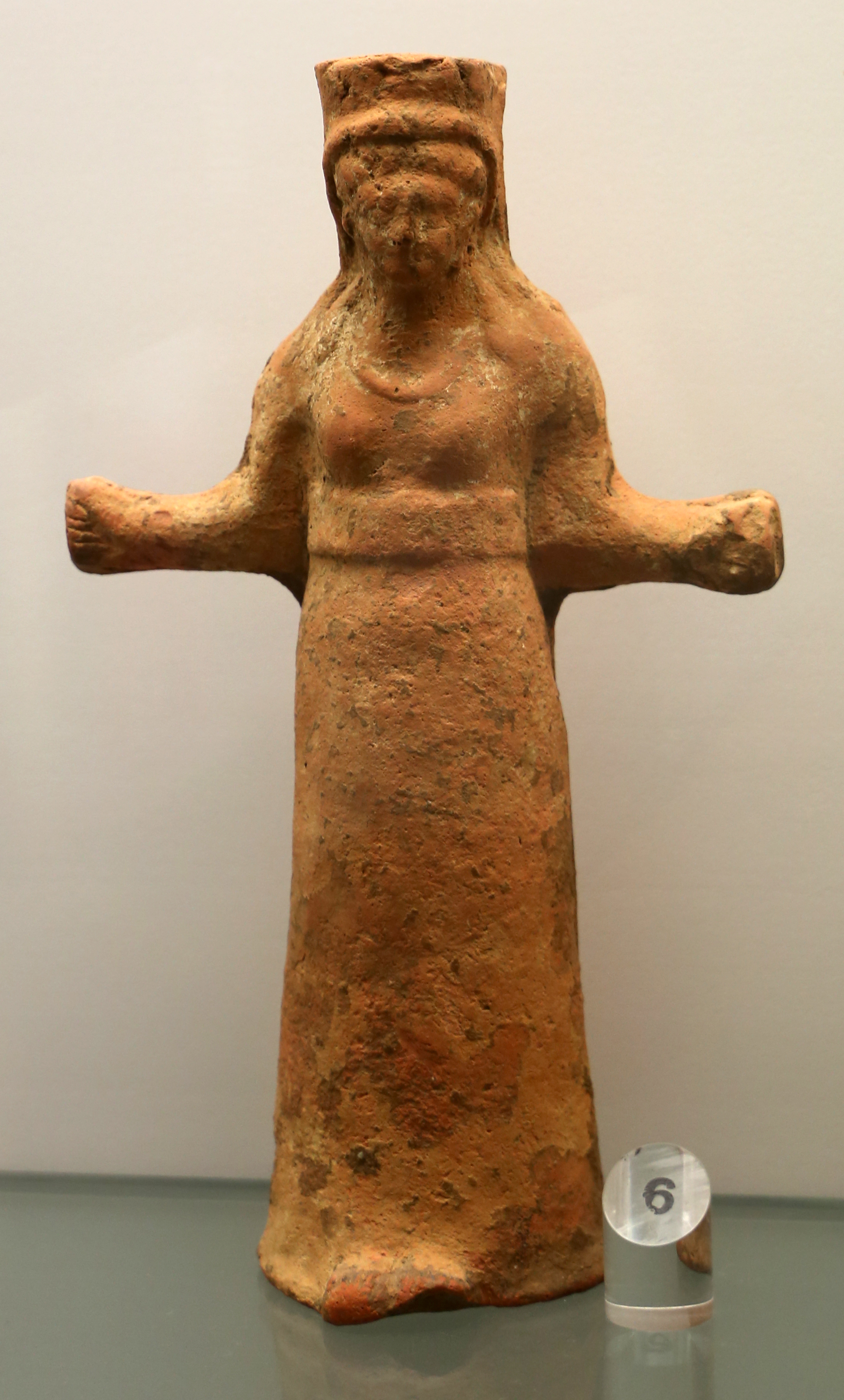
Statuetta votiva

Le numerosissime statuette, ritrovate nel tempietto presso Terraseo, raffiguravano Demetra specialmente come una donna con il velo, che stringe al seno un maialino e regge con la mano destra una torcia. Questi ex voto si presentano cavi all'interno e sono alte circa 15 centimetri. Vi sono tuttavia esemplari più grandi come la statua di culto della dea Demetra cruciforme.